# 维多利亚山 (巴布亚新几内亚)
维多利亚山（英語：Mount Victoria）位于巴布亚新几内亚中央省，属于欧文斯坦利山脉，海拔4,038公尺。维多利亚山在莫尔兹比港北西北大约75公里处，天气晴好可从城市看到该山。

## 历史
英国殖民统治者最早直接称维多利亚山为大山（Great Mountain），他们在1880年代多次尝试登山，但与当地居民发生大量冲突。
最早成功登顶的是1889年的威廉·麦格雷戈。